# Mixer (köksmaskin)

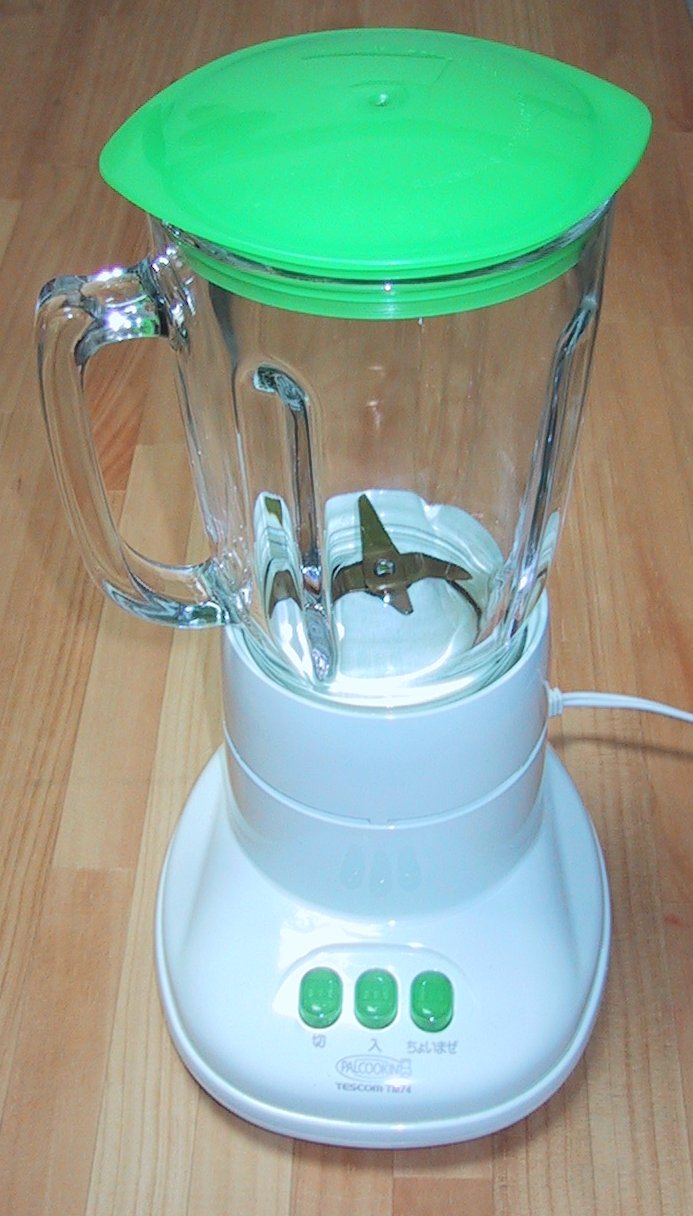
Mixer.

Mixer (engelska: blender 'blandare') är en köksmaskin bestående av ett kärl med motordrivna vassa knivar, antingen i botten av kärlet, eller på en stav som förs ner i kärlet uppifrån. Den används för att hacka, purea och blanda och kan med användas till att göra exempelvis milkshake eller smoothies. Fred Osius förbättrade mixern år 1910.

## Funktion och varianter
Till skillnad från en matberedare är mixern inte utformad för att vispa och knåda. Mixerns konstruktion medger emellertid bearbetning av mindre mängder som redskapet i en matberedare inte når, och kan ofta finfördela innehållet.
En så kallad stavmixer saknar tillhörande skål och kan därför användas i fristående skålar och grytor.

## Ordbetydelser
Det förekommer att det engelska blender i svenska används för mindre mixrar och mixer för det som annars benämns matberedare. I engelska språket syftar mixer på både matberedare och elvisp, medan blender i regel brukas för det som i svenskan ofta benämns mixer. Ordet mixer finns belagt i svenskan i betydelsen blandare sedan 1953.